# Сукур
Культурный ландшафт Сукур (англ. Sukur Cultural Landscape) — историко-культурный объект на северо-востоке Нигерии, включающий дворец хиди (вождя) на холме, памятники железного производства, террасные поля и культовые объекты. С 1999 года включён в список объектов всемирного наследия ЮНЕСКО.

## География
Сукур расположен в штате Адамава в северо-восточной части Нигерии, рядом с границей с Камеруном. Расстояние до Йолы, столицы штата Адамава — около 290 км, до расположенного к северу от Сукура Майдугури (столицы штата Борно) — 120 км. Место расположения Сукура представляет собой плато в горах Мандара. Поселение располагается на высоте 1045 м над уровнем моря. Общая территория объекта всемирного наследия — 1942,5 га, из которых 764,4 га — центральная зона и 1178,1 га — буферная зона.
Постоянное население Сукура составляет около 200 человек, однако начиная с 2013 года в эти места начался приток беженцев из соседних низменных регионов, связанный с религиозным террором.

## История и культурное значение
Человеческие поселения в районе Сукура существуют много веков, и современные учёные склонны полагать, что впервые он был заселён ещё в неолите. Примерно в XVI в. н. э. в этом районе сформировалась культура, основанная на террасном земледелии. Кроме того, местное население благодаря доступу к месторождениям магнетита и запасам дерева для выжига древесного угля монополизировало железное производство в данном регионе. Результатом стал высокий авторитет хиди (вождя) Сукура не только в этом, но и в окрестных поселениях — к XX веку влияние Сукура распространилось на низменные местности, лежащие к северу от плато. Сукур стал процветающим торговым центром с сильной политической властью.
В дальнейшем, при хиди династии Дур (основанной в XVII веке), методы хозяйствования в регионе не менялись на протяжении четырёх веков. Роль Сукура в регионе оставалась центральной как минимум до 1906 года, но в период между 1912 и 1922 годами он неоднократно захватывался Хамманом Яджи — правителем Мадагали — и подвергался разграблению (с 1912 по 1920 год зафиксировано не менее семи рейдов Хаммана Яджи на Сукур). После 1960 года, с угасанием железных промыслов, наметилась тенденция к оттоку населения из Сукура на равнинные территории к северу и югу от плато.
В 1999 году Сукур стал первым объектом всемирного наследия ЮНЕСКО в Нигерии. Религиозный конфликт в Нигерии коснулся этих мест вначале опосредованно — в виде потока беженцев из низин, — а затем и напрямую. В декабре 2014 года боевики исламского движения «Боко харам» вторглись в Сукур и подожгли дома и посевы. Серьёзный ущерб был, в частности, нанесён дому хиди.
Привилегированное положение вождей Сукура отражает центральное место, которое в культурном ландшафте занимает дом (или дворец) хиди, основу которого составляет каменная кладка без раствора. Дворец расположен на вершине холма, выше других строений, в чём проявляется социальная иерархия в обществе Сукура. Вокруг дворца сосредоточены многочисленные святилища, во многих из которых находятся керамические алтари. На террасах, построенных с использованием местного гранита, располагаются не только поля, но и многочисленные объекты сакрального содержания, включая священные деревья. Культурный ландшафт характеризуют остатки многочисленных железоплавильных печей шахтного типа, мощёные камнем дорожки и сложенные насухо высокие каменные стены, служившие как фортификационным, так и социальным целям. Такими стенами обнесены кластеры глинобитных домов, крытых тростником. Загоны для скота (преимущественно коров) заглублены в почву. Важную экономическую и социальную роль играют колодцы, представляющие собой подземные сооружения, увенчанные конической каменной надстройкой и обнесённые стеной. Ключевой частью нематериального наследия является развитая культура траволечения, в которой десятки видов растений используются для лечения малярии, кори, чесотки, болезней дыхательных путей, половых заболеваний и других.

## Охрана
В прошлом удовлетворительное состояние культурного ландшафта Сукур поддерживалось общиной, подчинённой хиди. В 2010-е годы, с учётом наплыва беженцев, коллапса инфраструктуры и социальных служб в регионе, это положение перестало быть устойчивым, и предпринимаются усилия по обеспечению большей роли государства в охране памятника культуры. При участии Национальной комиссии Нигерии по музеям и памятникам и местных властей был составлен новый план управления памятником всемирного наследия в Сукуре. Задачи поддержания состояния памятника культуры выполняются одновременно с задачами по восстановлению местной экономики и улучшению условий жизни населения.